# Karel Čech
Karel Čech (15. února 1944 Brno – 21. ledna 2015 Praha) byl český novinář, publicista a překladatel. Byl absolventem Fakulty sociálních věd a publicistiky UK. V letech 1967–1998 pracoval v deníku Mladá fronta (Mladá fronta DNES), naposled jako vedoucí přílohy Magazín Dnes. Od roku 1998 se živil jako tzv. volný novinář. Do češtiny překládal jako první od počátku 90. let komiksové stripy Garfield či Peanuts.